# San Judas Tadeo
San Judas Tadeo è un comune del Venezuela situato nello Stato di Táchira.
Il capoluogo del comune è la città di Umuquena.